# Teuchern
Teuchern è una città tedesca di 7 974 abitanti situata nel land della Sassonia-Anhalt.
Dal 1º gennaio 2011 comprende anche gli ex comuni di Deuben, Gröbitz, Gröbitz, Krauschwitz, Nessa, Prittitz e Trebnitz